# Semljicola obtusus
Semljicola obtusus är en spindelart som först beskrevs av James Henry Emerton 1915.  Semljicola obtusus ingår i släktet Semljicola och familjen täckvävarspindlar. Inga underarter finns listade i Catalogue of Life.